# Ben Weisman

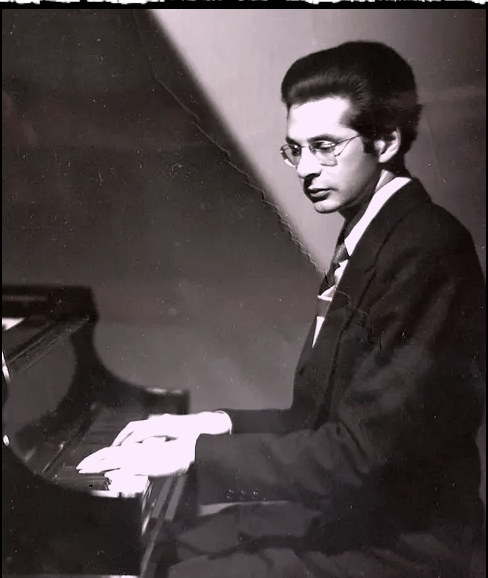
Ben Weisman (1945)

Ben Weisman (* 16. November 1921 in Providence, Rhode Island; † 20. Mai 2007 in Los Angeles) war ein US-amerikanischer Liedtexter und Pianist.

## Leben
Weisman, der zunächst klassisches Klavier studierte, war einer von Elvis Presleys bedeutendsten und erfolgreichsten Liedtextern seit Mitte der 1950er-Jahre. Nahezu 60 Stücke hat er für Elvis Presley geschrieben, darunter Follow that Dream oder Rock-a-Hula Baby, die zu Welthits wurden und Gold- oder Platin-Schallplatten gewannen. Auch Titel für zahlreiche Kinofilme mit Presley stammen aus der Feder Weismans, den Presley stets The Mad Professor (den verrückten Professor) nannte. 
Daneben schrieb Weisman auch Lieder für Barbra Streisand, die Beatles oder Johnny Mathis.
Will You Still Be There war der letzte von Ben Weisman für Elvis Presley geschriebene Song, der jedoch nicht mehr veröffentlicht wurde, da Presley zuvor starb. 1996 wurde das Lied vom Elvis-Interpreten Mark Janicello aufgenommen und veröffentlicht.
Weisman verstarb 85-jährig in einem Krankenhaus in Los Angeles an den Folgen der Alzheimer-Krankheit.

## Belege
1. ↑  Will you still be there of Mark Janicello buying online cheap | EAN 4021847101138 | funrecords.de. Abgerufen am 6. Januar 2024.

| Personendaten    | Personendaten                |
| ---------------- | ---------------------------- |
| NAME             | Weisman, Ben                 |
| KURZBESCHREIBUNG | US-amerikanischer Liedtexter |
| GEBURTSDATUM     | 16. November 1921            |
| GEBURTSORT       | Providence                   |
| STERBEDATUM      | 20. Mai 2007                 |
| STERBEORT        | Los Angeles                  |